# Megalithanlagen von Kerbourgnec
Zu den Megalithanlagen von Kerbourgnec gehören ein Cromlech (Steinkreis) sowie eine Steinreihe. Sie liegen im Ortsteil Kerbourgnec von Saint-Pierre-Quiberon auf der Halbinsel Quiberon im Département Morbihan in der Bretagne in Frankreich.

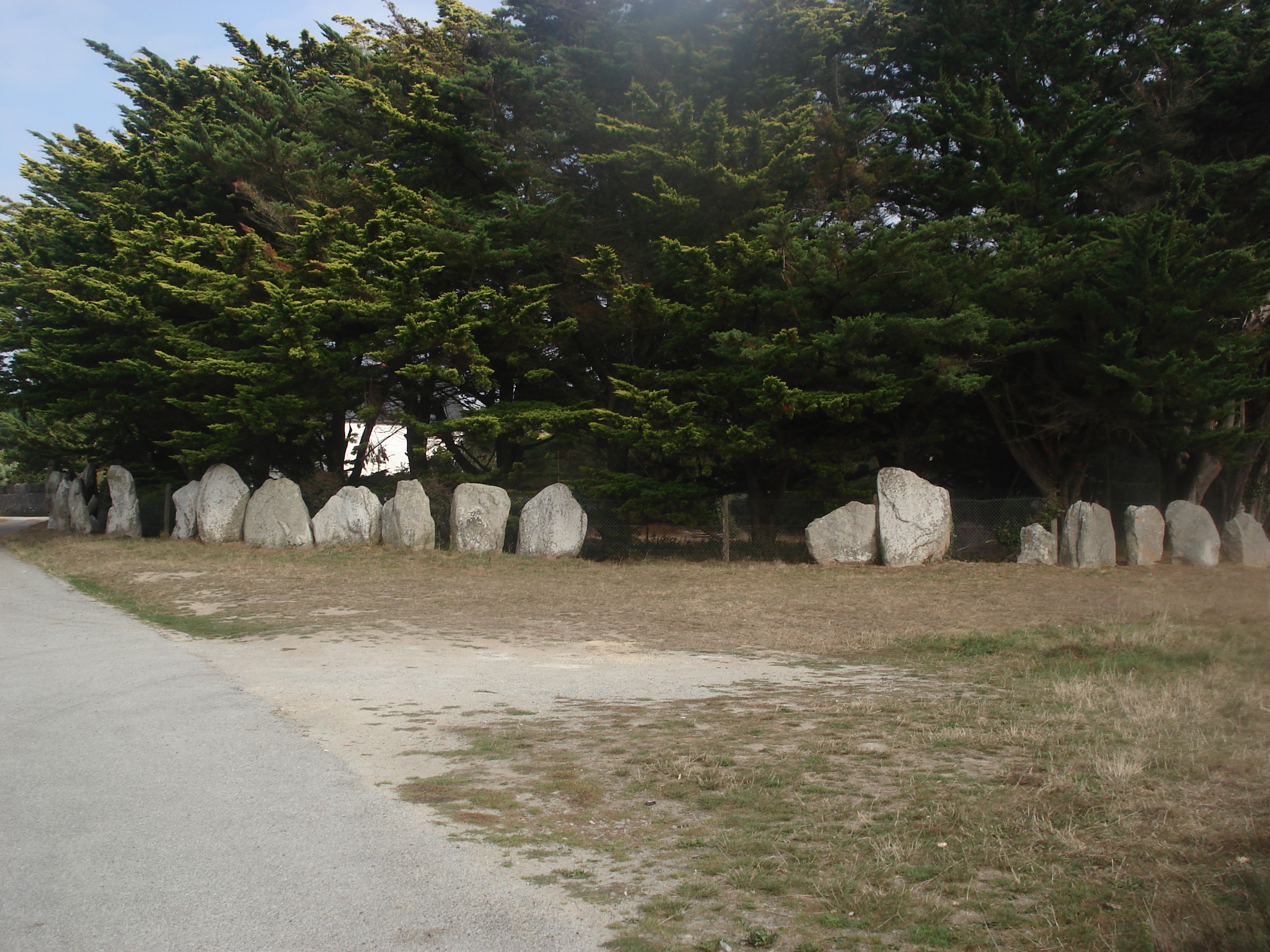
Der Cromlech

## Der Cromlech
Der Cromlech ist ein nur teilweise erhaltener Steinkreis. Er befindet sich in einem dicht bebauten Gebiet und grenzt an ein eingehegtes Grundstück (47° 30′ 57,5″ N, 3° 7′ 48,6″ W). Die verbliebenen etwa 40 Menhire mit einer Größe bis zu 1,8 m lassen auf einen ehemaligen Durchmesser des Steinkreises von etwa 100 m schließen.
Der Cromlech liegt etwa einen Kilometer südlich des Roc’h en Aud.

## Die Steinreihen
In der Nähe des Cromlech liegen fünf Steinreihen (47° 31′ 0,9″ N, 3° 7′ 42,8″ W), die man bis zum Strand verfolgen kann. Bei Ebbe sieht man wie eine Anzahl untergetauchter Menhire, ähnlich wie bei Er Lannic.

Die Steinreihe
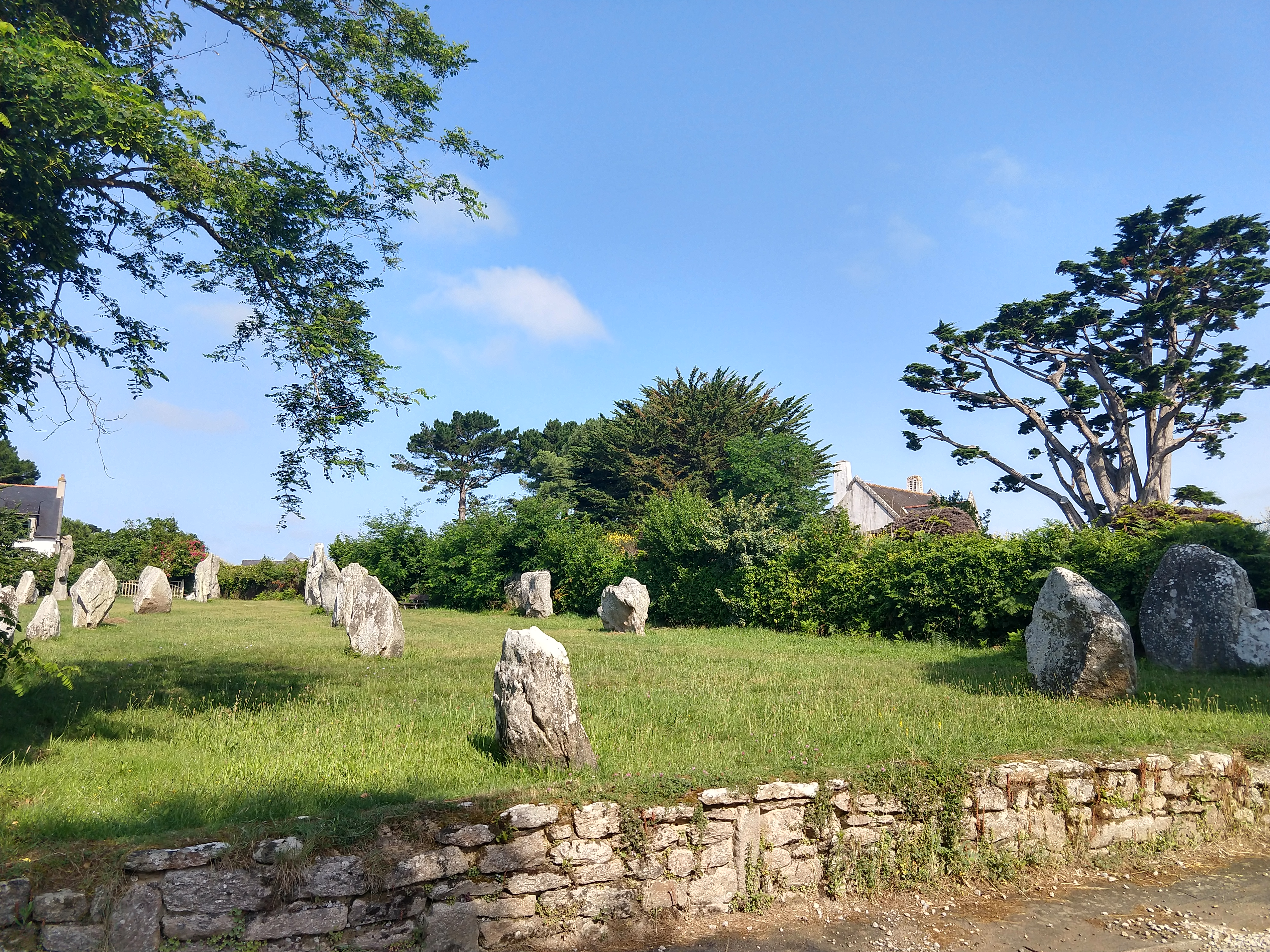
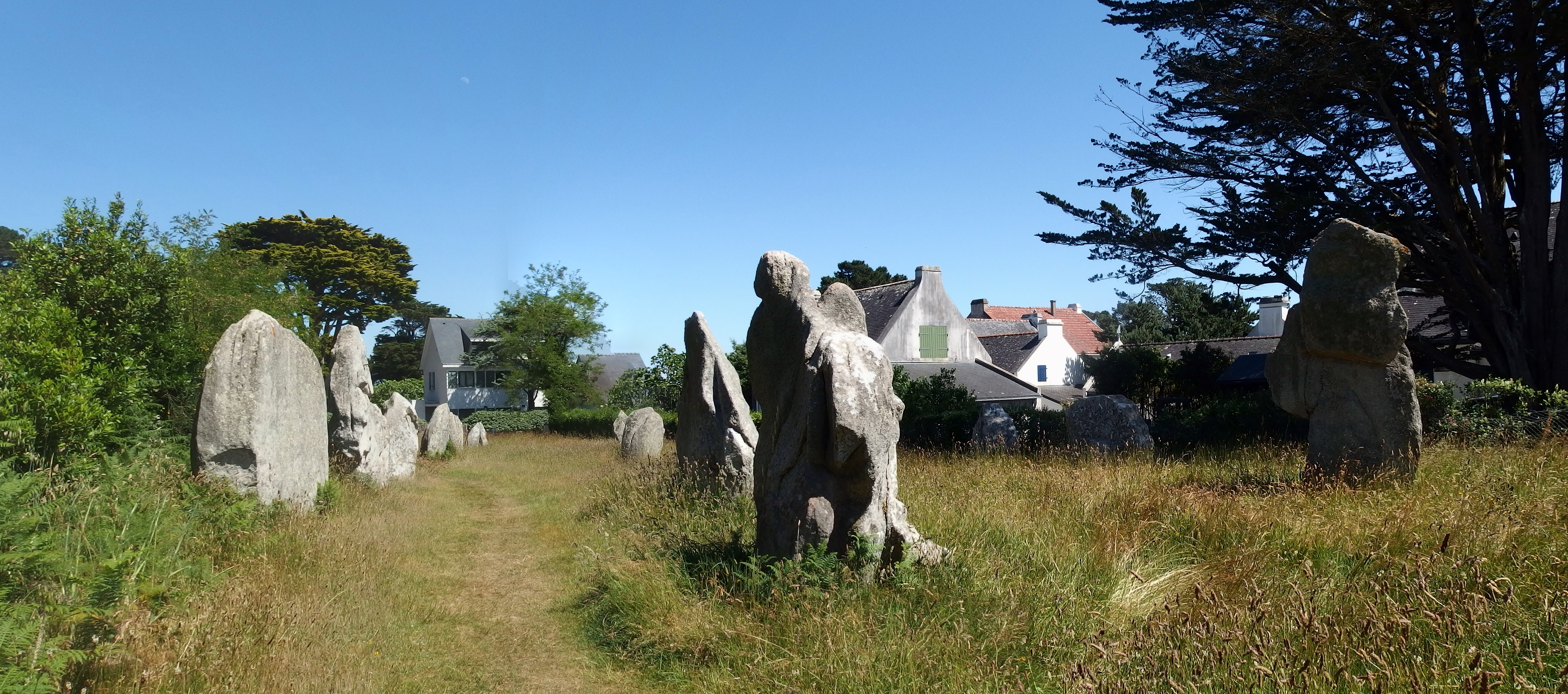
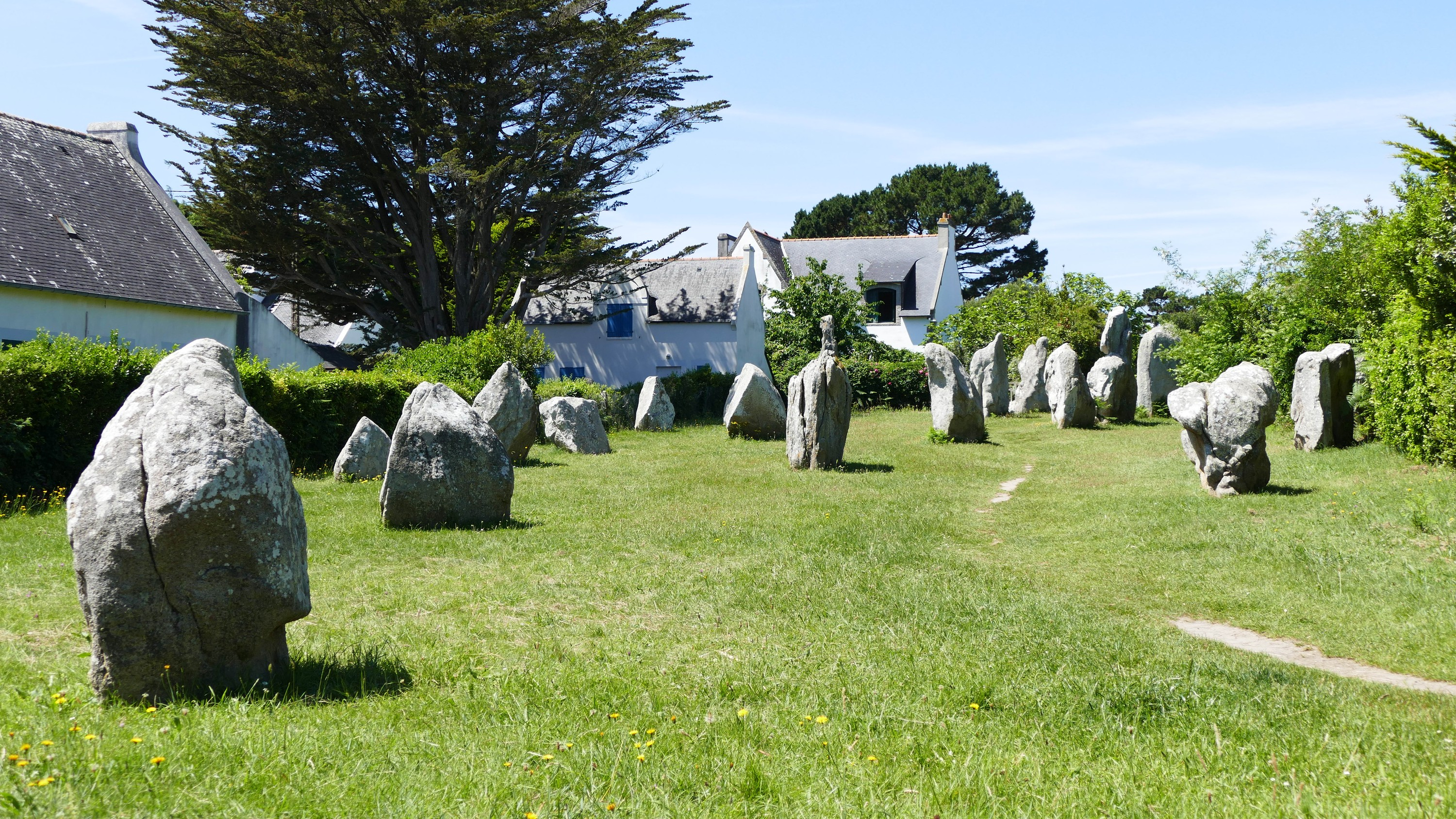